# Льюис, Гвендолайн Джойс
Гвендолайн Джойс Льюис (англ. Gwendoline Joyce Lewis, 1909 — 1967) — южноафриканский ботаник английского происхождения.

## Биография
Гвендолайн Джойс Льюис родилась в 1909 году.
Она принимала активное участие в описании и классификации видов семейства Ирисовые, в Bolus Herbarium Кейптаунского университета.
Гвендолайн Джойс Льюис умерла в 1967 году.

## Научная деятельность
Гвендолайн Джойс Льюис специализировалась на семенных растениях.

### Некоторые публикации
- Lewis, GJ; A Obermeyer. 1972. Gladiolus: A Revision of the South African Species. Ed. C. del Cabo: Purnell. 316 pp. planchas a color por Gwendoline Joyce Lewis.